# Samson Richard-Lepinay
 (octobre 2010).
Si vous disposez d'ouvrages ou d'articles de référence ou si vous connaissez des sites web de qualité traitant du thème abordé ici, merci de compléter l'article en donnant les références utiles à sa vérifiabilité et en les liant à la section « Notes et références ».
Pour les articles homonymes, voir Lepinay.
Samson Richard-Lepinay est un boxeur Sociétaire du club KFB Boxing club Briochin. Né le 14 janvier 1992 à Saint-Brieuc dans les Côtes-d'Armor,
Taille 1,92 m Poids 87 kg.

## Kick Boxing
- Champion de Bretagne 1999, 2000, 2001, 2003, 2006, 2007, 2009
- Champion de France 1999, 2000, 2001, 2003, 2006, 2007, 2009, 2010
- Champion du Monde W.K.L. Junior 2010[1](Italie)
- Vice-Champion du Monde W.A.K.O 2012 (Macédoine)

## Full Contact
- Champion de Bretagne 2000, 2001, 2002, 2003, 2004, 2005, 2006, 2007, 2008, 2009, 2010 assauts
- Vainqueur de la coupe de Bretagne 2004, 2005, 2006, 2007 assauts
- Champion de France 2002, 2003, 2004, 2005, 2009, 2010 assauts
- Champion du Monde W.A.K.O. Junior amateur 2010 (Serbie)

## Muay Thaï
- Champion de Bretagne 2000, 2001, 2002, 2003, 2004, 2005, 2006, 2007, 2008, 2009, 2010
- Vainqueur de la coupe de Bretagne 2009, 2010
- Vice-Champion de France 2005
- Champion de France 2002, 2003, 2004, 2010

## K 1
- Champion du Monde W.K.L. Junior 2010[1](Italie)

## Sources et références
1. 1 2  Champion du monde junior WKL